# Bryan de Jesús
Bryan de Jesús (n. Ibarra, Ecuador; 10 de febrero de 1995) es un futbolista ecuatoriano. Juega de delantero y su equipo actual es El Nacional de la Serie A de Ecuador.

## Trayectoria

### Universidad Católica
Hizo su debut en la Serie A el 2 de agosto de 2015, en un juego que se ganó de visita por 3 a 1 sobre el Mushuc Runa. De Jesús ingresó reemplazando al argentino Bruno Vides (autor de las primeras dos anotaciones) al minuto 80.

### El Nacional
A comienzos de 2016 se concretó su fichaje por El Nacional. De esa forma, el 6 de marzo, en un juego contra River Ecuador que se ganó por 1 a 0, realizó su debut para el cuadro puro criollo. Su primer gol lo anotó el 18 de marzo, en el empate de 2 a 2 contra su exequipo Universidad Católica. Debutó con anotación incluida en la Copa Libertadores 2017, durante el empate de 2 a 2 contra Atlético Tucumán en el estadio Monumental José Fierro. A lo largo de la temporada 2017 se consolidó como goleador de su equipo, lo cual le permitió ser apetecido por distintos clubes (tanto del ámbito nacional como internacional).

### Necaxa
El 30 de enero de 2018 se anunció su fichaje por el Club Necaxa de la Liga MX.

### El Nacional
Para mediados de 2018 regresa al Club Deportivo El Nacional.

### Puskás Akadémia
Luego de solo disputar dos encuentros con el Club Deportivo El Nacional ficha por el Puskás Akadémia de Hungría. Donde debutó con un gol poniendo arriba a su club en un resultado de 3 a 1

### Guayaquil City
Para inicios de la temporada 2019 ficha por el Guayaquil City Fútbol Club.

### Mushuc Runa
Debido a la falta de minutos en su anterior club es cedido al Mushuc Runa Sporting Club.

### Aucas
En julio de 2021 es fichado por el equipo quiteño de Sociedad Deportiva Aucas.

### Liga Deportiva Universitaria
En febrero de 2022 se vincula a Liga Deportiva Universitaria por una temporada.

## Estadísticas

### Clubes
- Actualizado el 15 de agosto de 2025.

| Club                                   | Temporada           | Liga | Liga | Copas nacionales | Copas nacionales | Copas internacionales | Copas internacionales | Total | Total |
| Club                                   | Temporada           | PJ   | G    | PJ               | G                | PJ                    | G                     | PJ    | G     |
| -------------------------------------- | ------------------- | ---- | ---- | ---------------- | ---------------- | --------------------- | --------------------- | ----- | ----- |
| Universidad Católica · Ecuador         | 2015                | 1    | 0    | -                | -                | 0                     | 0                     | 1     | 0     |
| El Nacional · Ecuador                  | 2016                | 8    | 1    | -                | -                | -                     | -                     | 8     | 1     |
| El Nacional · Ecuador                  | 2017                | 36   | 15   | -                | -                | 2                     | 1                     | 38    | 16    |
| Necaxa · México                        | 2018                | 1    | 0    | 2                | 1                | -                     | -                     | 3     | 1     |
| Necaxa · México                        | Total club          | 1    | 0    | 2                | 1                | -                     | -                     | 3     | 1     |
| El Nacional · Ecuador                  | 2018                | 2    | 1    | -                | -                | -                     | -                     | 2     | 1     |
| Puskás Akadémia · Hungría              | 2018-19             | 4    | 1    | -                | -                | -                     | -                     | 4     | 1     |
| Puskás Akadémia · Hungría              | Total club          | 4    | 1    | -                | -                | -                     | -                     | 4     | 1     |
| Guayaquil City · Ecuador               | 2019                | 6    | 0    | 0                | 0                | -                     | -                     | 6     | 0     |
| Guayaquil City · Ecuador               | Total club          | 6    | 0    | 0                | 0                | -                     | -                     | 6     | 0     |
| Mushuc Runa · Ecuador                  | 2019                | 6    | 2    | 0                | 0                | 0                     | 0                     | 6     | 2     |
| Mushuc Runa · Ecuador                  | Total club          | 6    | 2    | 0                | 0                | 0                     | 0                     | 6     | 2     |
| Universidad Católica · Ecuador         | 2020                | 10   | 0    | 0                | 0                | 1                     | 0                     | 11    | 0     |
| Universidad Católica · Ecuador         | Total club          | 11   | 0    | 0                | 0                | 1                     | 0                     | 12    | 0     |
| Olmedo · Ecuador                       | 2021                | 3    | 0    | -                | -                | -                     | -                     | 3     | 0     |
| Olmedo · Ecuador                       | Total club          | 3    | 0    | -                | -                | -                     | -                     | 3     | 0     |
| Liga Deportiva Universitaria · Ecuador | 2022                | 3    | 1    | 0                | 0                | 2                     | 0                     | 5     | 1     |
| Liga Deportiva Universitaria · Ecuador | Total club          | 3    | 1    | 0                | 0                | 2                     | 0                     | 5     | 1     |
| Imbabura S. C. · Ecuador               | 2022                | 4    | 0    | 0                | 0                | —                     | —                     | 4     | 0     |
| Imbabura S. C. · Ecuador               | Total club          | 4    | 0    | 0                | 0                | 0                     | 0                     | 4     | 0     |
| Gualaceo S. C. · Ecuador               | 2023                | 0    | 0    | 0                | 0                | —                     | —                     | 0     | 0     |
| Gualaceo S. C. · Ecuador               | Total club          | 0    | 0    | 0                | 0                | 0                     | 0                     | 0     | 0     |
| El Nacional · Ecuador                  | 2025                | 4    | 0    | 1                | 0                | 1                     | 0                     | 6     | 0     |
| El Nacional · Ecuador                  | Total club          | 50   | 17   | 1                | 0                | 3                     | 1                     | 54    | 18    |
| Total en su carrera                    | Total en su carrera | 88   | 21   | 3                | 1                | 6                     | 1                     | 97    | 23    |

## Palmarés

### Campeonatos nacionales
| Título  | Club        | País   | Año  |
| ------- | ----------- | ------ | ---- |
| Copa MX | Club Necaxa | México | 2018 |

## Vida personal
Es hermano menor del también futbolista, Marlon de Jesús y está casado con la medallista olímpica Angie Palacios.